# Tectitethya macrostella
Tectitethya macrostella är en svampdjursart som beskrevs av Sarà och Bavestrello 1996. Tectitethya macrostella ingår i släktet Tectitethya och familjen Tethyidae. Inga underarter finns listade i Catalogue of Life.